# Dwór w Roztokach

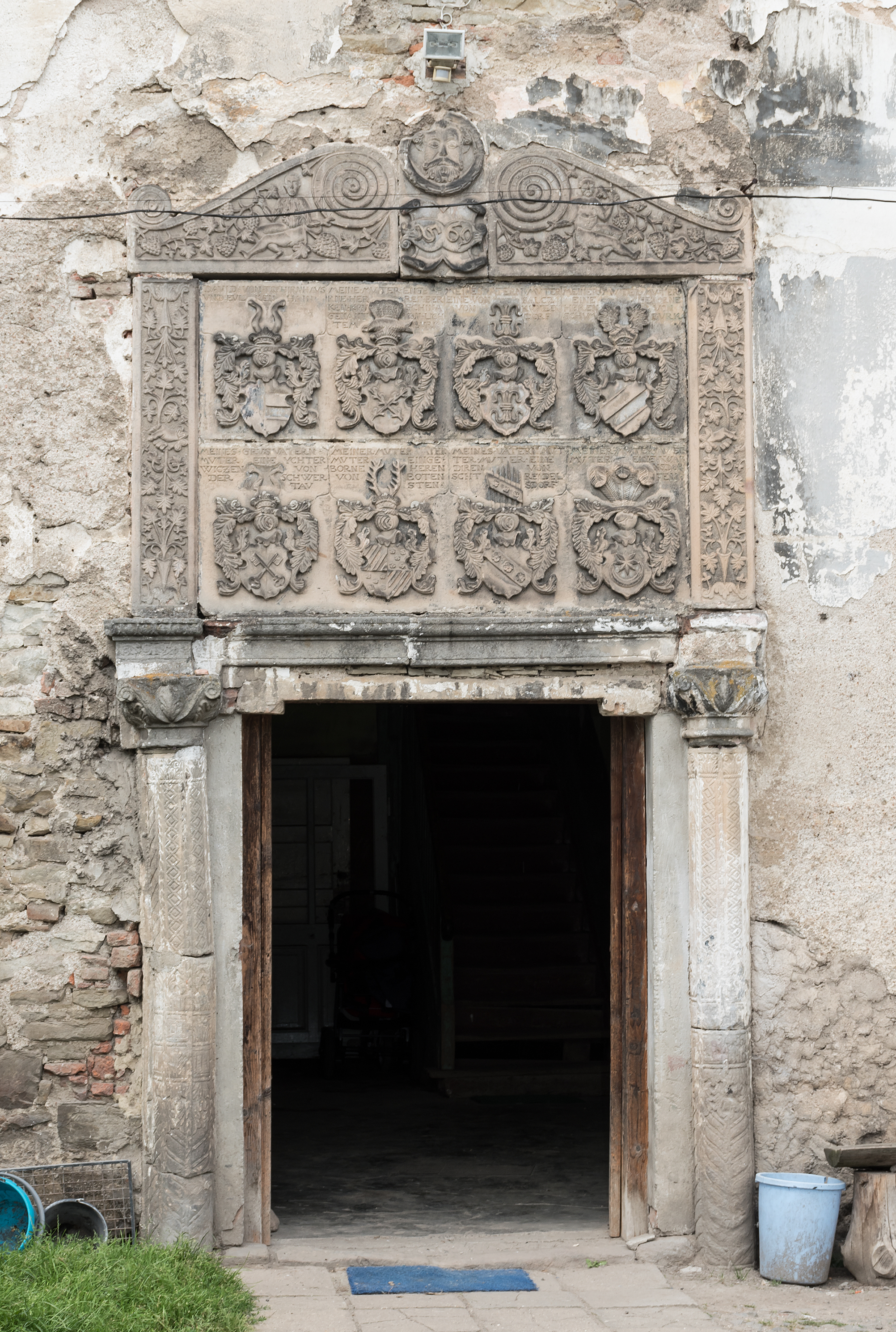
Portal z herbami

Dwór w Roztokach – zabytkowy dwór w Roztokach – wsi w Polsce, w województwie dolnośląskim, w powiecie kłodzkim, w gminie Międzylesie.

## Historia
Dwór został wzniesiony przez Daniela von Tschirbnaus w 1569 r., na przełomie XVI i XVII w. budynek powiększono. Budynek był przerabiany w 1836 r. i w drugiej połowie XIX w. Decyzją wojewódzkiego konserwatora zabytków z dnia 3 sierpnia 1965 roku dwór został wpisany do rejestru zabytków.

## Architektura
Dwór to murowana jednotraktowa i dwukondygnacyjna budowla wzniesiona na planie wydłużonego prostokąta, nakryta dwuspadowym dachem naczółkowym. Na fasadzie znajduje się ulokowany asymetrycznie renesansowy portal, flankowany smukłymi półkolumnami pokrytymi fantazyjną dekoracją roślinną. Półkolumny podtrzymują gzyms i znajdującą się nad nim dużą płycinę w wolutowo-fantazyjnym obramieniu pokrytym dekoracją roślinną. Na płycinie heraldycznej z 1569 widnieje osiem herbów, wraz z inskrypcjami informującymi o stopniu pokrewieństwa ich posiadaczy z Danielem von Tschirbnaus. Przy dworze znajdują się zabudowania gospodarcze (obora i stodoła) pochodzące z XIX w., zamykające z dwóch stron rozległy dziedziniec. Obecnie dwór jest wielorodzinnym budynkiem mieszkalnym.

## Herby nad portalem
Napisy nad herbami informują o stopniu pokrewieństwa ich posiadaczy z Danielem von Tschirbnaus.
Rząd górny, od lewej:
- DAVID VON TSCHIRNHAUS(inne języki) VND BULKEN HAIN,
- MEINE MVTER ENGE BORNE HERREN BERKEN KRVSCHINA GENANT VON LICHTEMBURK(inne języki)[a],
- MEINE VATERN MVTER EINE VON SALCZ(inne języki) VON KUNZENDORF,
- MEINER MVTER MVTER EINE GEBORNE HEREN VON SCHVMBVRK(inne języki)[6].

Rząd dolny, od lewej:
- MEINES GRVSVATERN MVTER EINE YCHTER WICZEN(inne języki) VON DER SCHWERTAV,
- MEINER MVTER VATER MVTER EINGE BORNE HERREN VON BOTENSTEN[7],
- MEINES VATERN MVTTER MVTER EINE DIREN VON SCHTREIDELSDORF,
- MEINER MVTER WER MVTER EINE WARNSDORF (Varnsdorf).

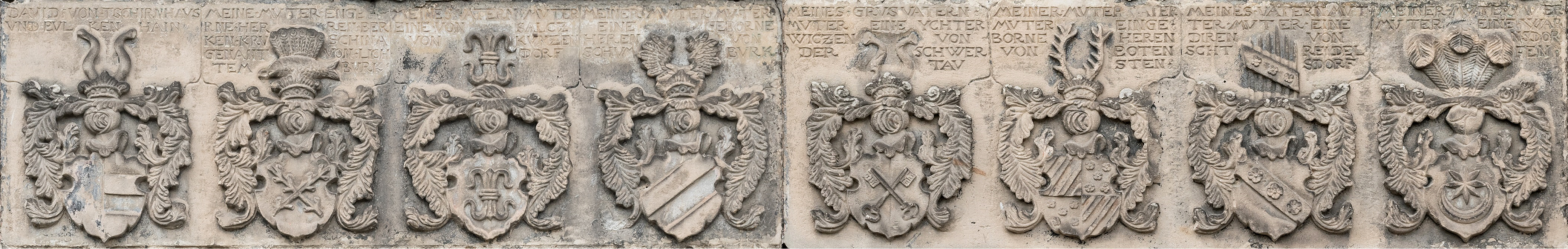
Od lewej v. Tschirnhaus, von Lichtenburg, von Saltza, von Schönburg, von Üchtritz, Žampach von Pottenstein, von Dyhrn, von Warnsdorf

## Galeria

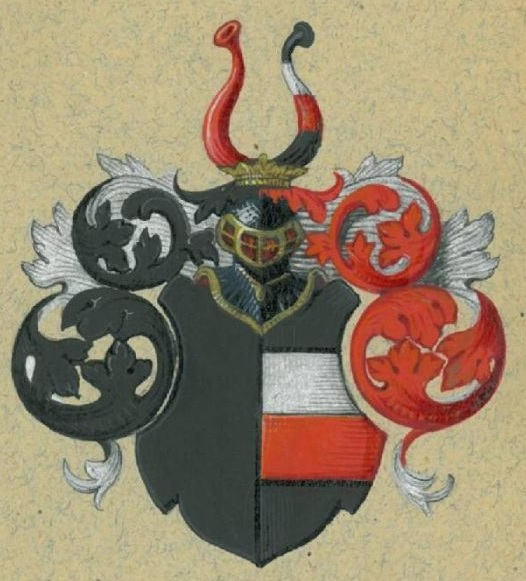
von Tschirnhaus
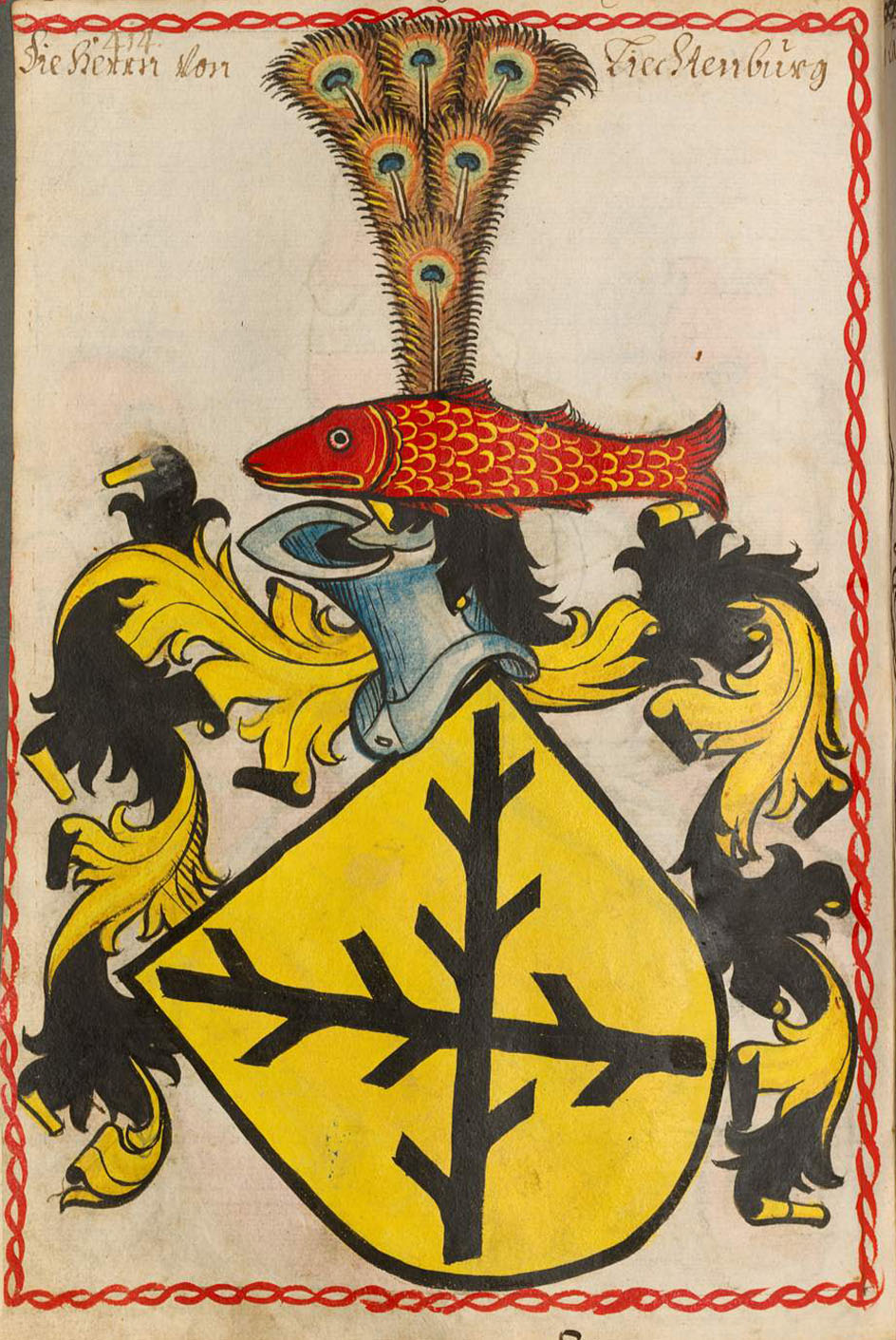
von Lichtenburg
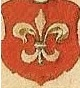
von Saltza (tarcza)
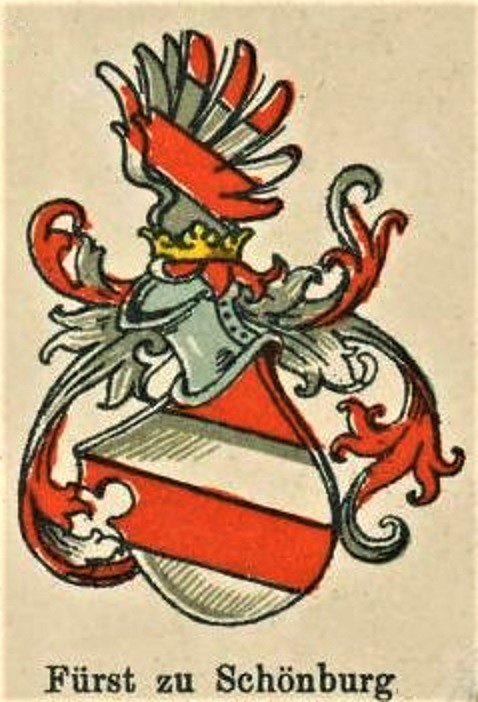
von Schönburg
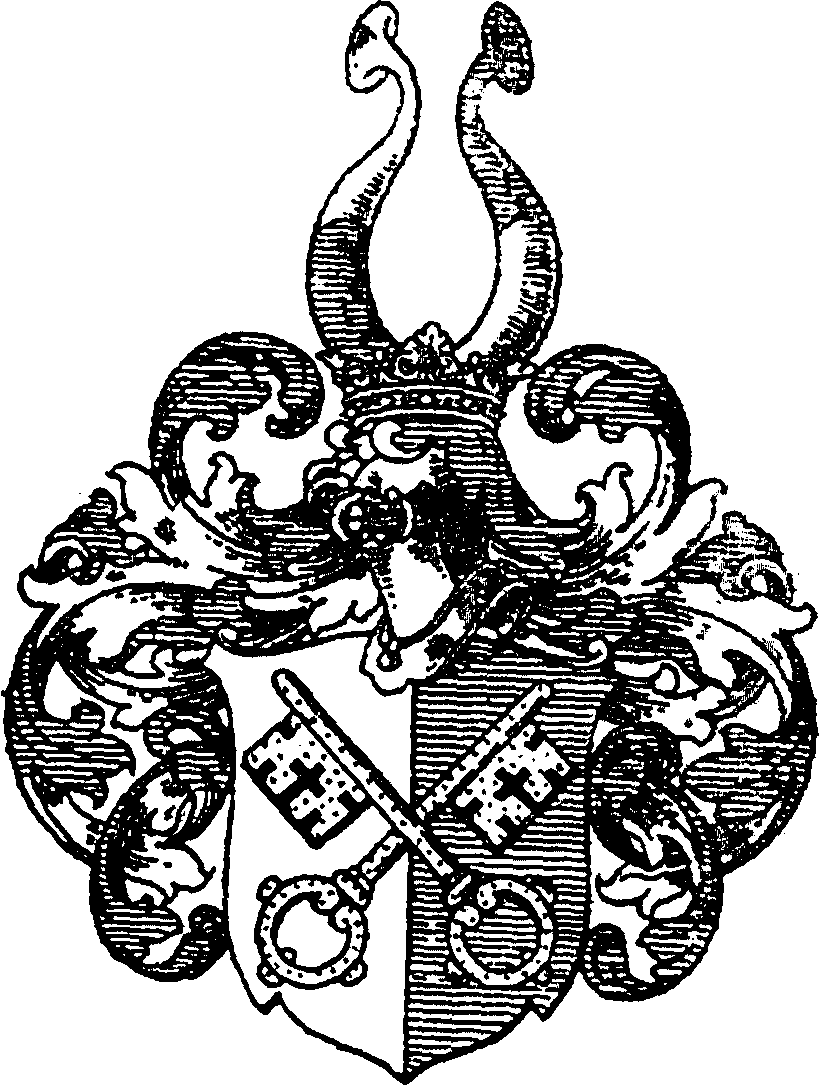
von Üchtritz
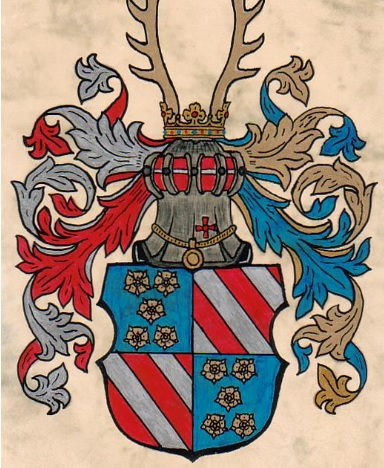
Žampach von Pottenstein
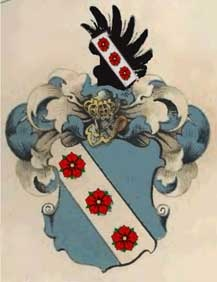
von Dyhrn
von Warnsdorf
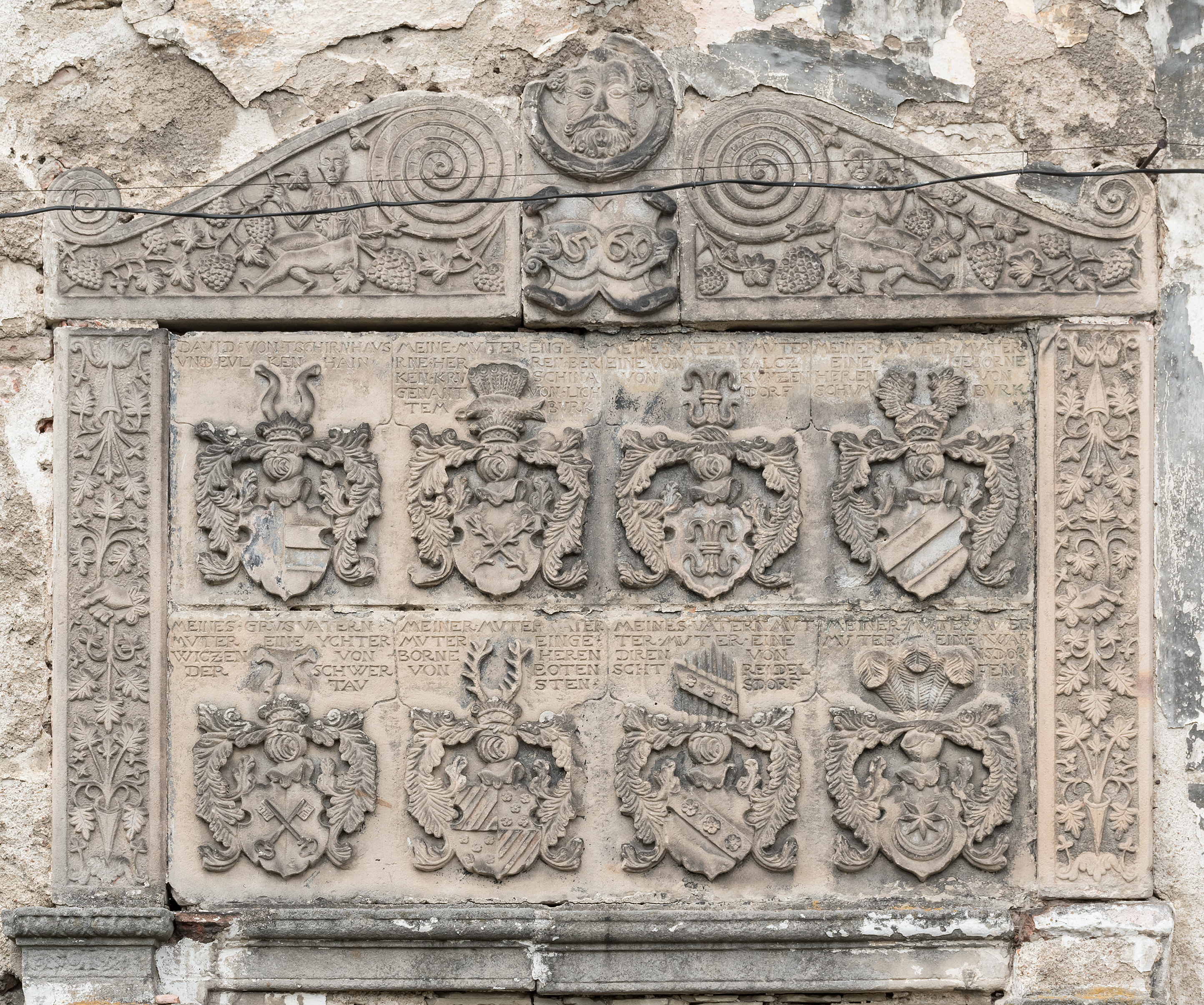
Płycina heraldyczna
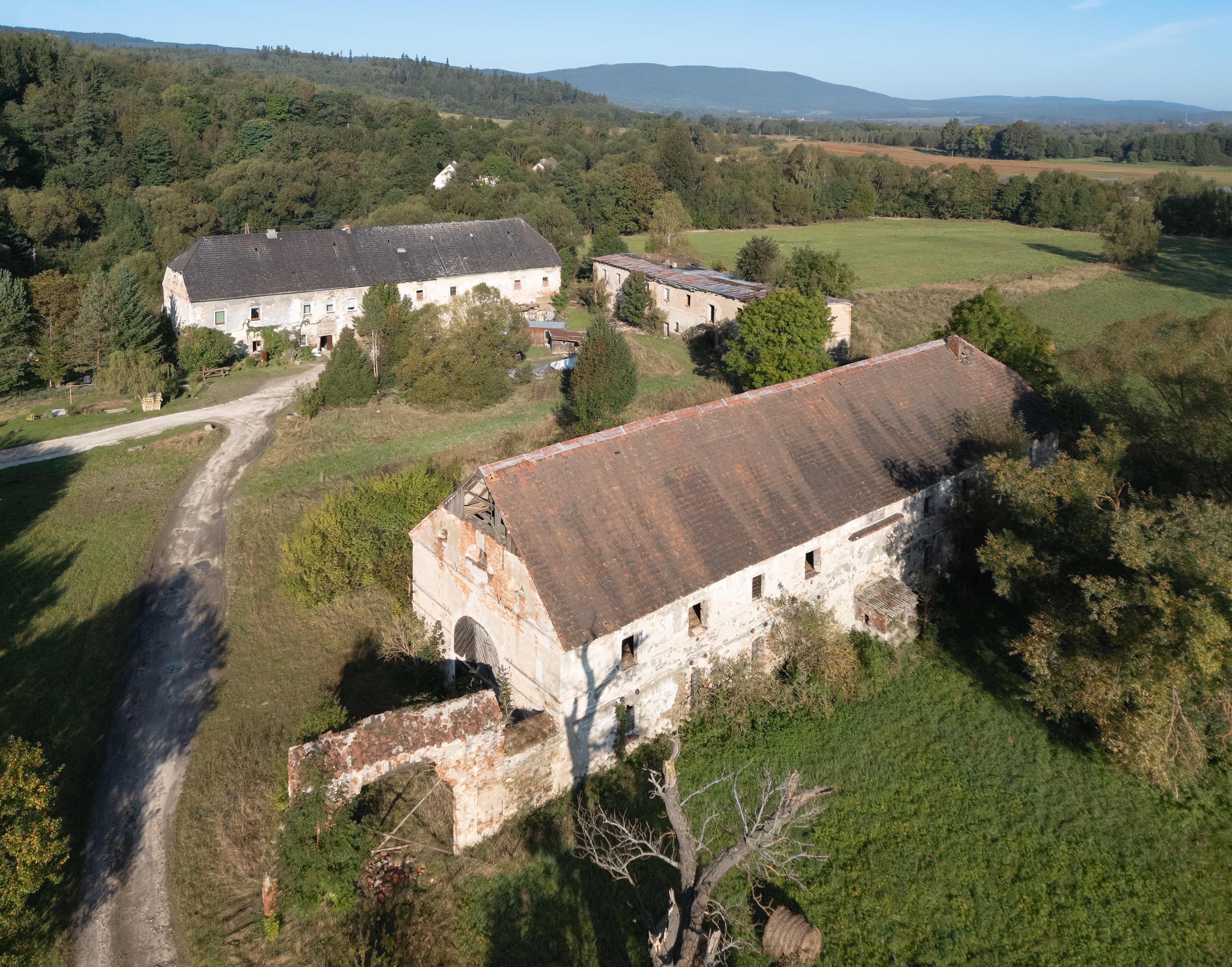
Dwór wraz z folwarkiem
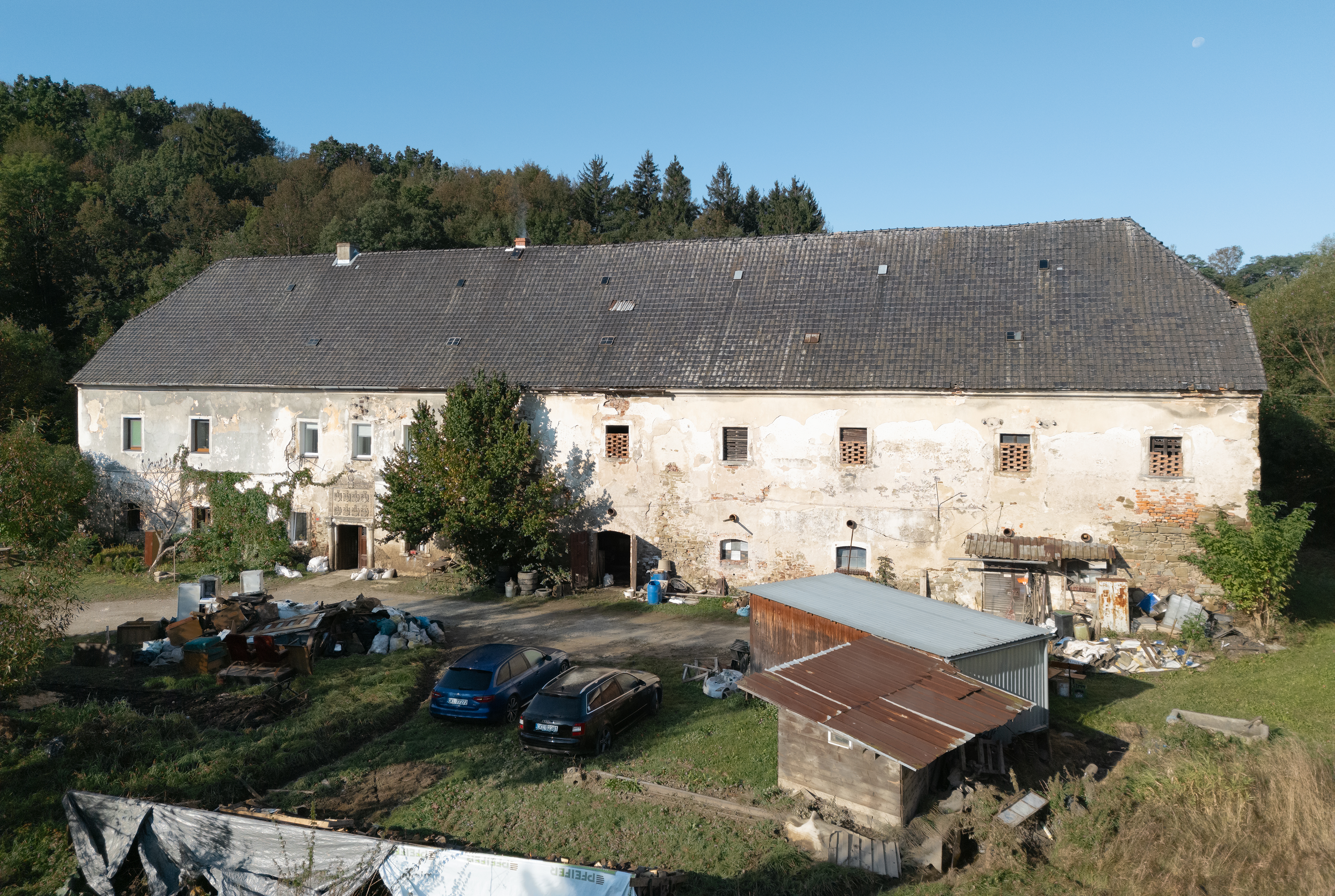
Dwór od północnego wschodu